# Afrika Bambaataa
Afrika Bambaataa, nome artístico de Lance Taylor (Bronx, Nova Iorque, 19 de abril de 1957) é um DJ, cantor, compositor, produtor e ativista estadunidense conhecido por ser líder da banda Zulu Nation. Além de ter inovado os paradigmas do electro, também é reconhecido como sendo o padrinho do Hip Hop por ter sido o primeiro a utilizar o termo e dar as bases técnica e artística para o "Hip Hop" formando assim uma nova cultura que se expandia nos bairros negros e latinos da cidade de Nova Iorque e que congregava DJs, MCs, Writers (grafiteiros), B.boys e B.Girls (dançarinos de Breaking).

## Carreira
Nasceu e foi criado no Bronx e, quando jovem, fazia parte de uma gangue chamada Black Spades (Espadas Negras, em português), mas viu que as brigas entre as gangues não levariam a lugar nenhum. Muitos dos membros originais da Zulu Nation também faziam parte da Black Spades, que era uma das maiores e mais temidas gangues de Nova York. Bambaataa utilizou algumas gravações de diferentes tipos de música para criar Raps. Experimentando sons, que iam desde James Brown (O pai do funk) até o som eletrônico da música “Trans-Europe Express” (da banda alemã Kraftwerk), e misturando ao canto falado trazido pelo DJ jamaicano Kool Herc, Bambaataa criou a canção “Planet Rock”, que hoje é um clássico do hip hop e do electro. Bambaataa também foi um dos líderes do Movimento Libertem James Brown, criado quando o mestre do soul e do funk estava preso e, anos depois, foi o primeiro artista a trabalhar com James Brown, gravando “Unity”.
Bambaataa criou as bases para surgimento do miami bass, freestyle, ritmos que influenciaram o funk carioca na década de 90.

## Discografia

### Álbuns
| Ano  | Álbum                                                    | Gravadora             |
| ---- | -------------------------------------------------------- | --------------------- |
| 1986 | Planet Rock: The Album                                   | Tommy Boy Records     |
| 1986 | Beware (The Funk Is Everywhere)                          | Tommy Boy Records     |
| 1987 | Death Mix Throwdown                                      | Blatant               |
| 1988 | The Day                                                  | EMI America Records   |
| 1991 | The Decade of Darkness 1990-2000                         | EMI Records USA       |
| 1992 | Don't Stop... Planet Rock (The Remix EP)                 | Tommy Boy Records     |
| 1996 | Jazzin (álbum de Khayan)                                 | ZYX Music             |
| 1996 | Lost Generation                                          | Hottie                |
| 1996 | Warlocks and Witches, Computer Chips, Microchips and You | Profile Records       |
| 1997 | Zulu Groove (Compilação)                                 | Hudson Vandam         |
| 1999 | Electro Funk Breakdown                                   | DMC                   |
| 1999 | Return to Planet Rock                                    | Berger Music          |
| 2000 | Hydraulic Funk                                           | Strictly Hype         |
| 2000 | Theme of the United Nations c/ DJ Yutaka (Japan Only)    | Avex Trax             |
| 2001 | Electro Funk Breakdown (Compilação)                      | DMX                   |
| 2001 | Looking for the Perfect Beat: 1980-1985 (Compilação)     | Tommy Boy Records     |
| 2004 | Dark Matter Moving at the Speed of Light                 | Tommy Boy Records     |
| 2005 | Metal                                                    | Tommy Boy Records     |
| 2005 | Metal Remixes                                            | Tommy Boy Records     |
| 2016 | What You Want (Maxi EP feat Redlyte)                     | Cut It Up Def Records |

### Singles
| Ano  | Título                                          | Gravadora             |
| ---- | ----------------------------------------------- | --------------------- |
| 1981 | "Zulu Nation Throwdown"                         | Winley Records        |
| 1981 | "Jazzy Sensation"                               | Tommy Boy Records     |
| 1982 | "Planet Rock"                                   | Tommy Boy Records     |
| 1982 | "Looking For The Perfect Beat"                  | Tommy Boy Records     |
| 1983 | "Renegades of Funk"                             | Tommy Boy Records     |
| 1983 | "Wildstyle"                                     | Celluloid Records     |
| 1993 | "Zulu War Chant"                                | Profile Records       |
| 1993 | "What's the Name of this Nation?...Zulu"        | Profile Records       |
| 1993 | "Feeling Irie"                                  | DFC                   |
| 1994 | "Pupunanny"                                     | DFC                   |
| 1994 | "Feel the Vibe" (with Khayan)                   | Tommy Boy Records     |
| 1998 | "Agharta - The City of Shamballa" (com WestBam) | Low Spirit Recordings |